# 第14独立無人航空機システム連隊 (ウクライナ無人システム部隊)
第14独立無人航空機システム連隊 (ウクライナ語: 14-й окремий полк безпілотних авіаційних комплексів) は、ウクライナ無人システム部隊の連隊。

## 歴史
2023年11月、連隊はザポリージャ方面で戦闘を行い、占領下のオレシキのロシア軍陣地を攻撃した。この時点ではウクライナ軍直属であった。
2024年4月28日、連隊は、他のウクライナ軍部隊とともにクシチェフスク飛行場を攻撃し、4機の航空機(おそらくSu-35とSu-34とみられる)といくつかのUMPK補給所を破壊し、損傷させたと報告した。
2024年7月13日、連隊はモロゾフスク飛行場を攻撃した。被害の結果、少なくとも3機のSu-34とSu-30、および燃料と潤滑油の入ったタンクが破壊された。
2024年7月30日、無人システム部隊の募集センターがリヴィウに開設され、ドローンシミュレーターが設置された。そのコーディネーターは、ナハティガル大隊の副司令官であるイーホル・ショルティスであった。
2024年8月2日、正式にウクライナ無人システム部隊に移管された。
2024年8月8日、第3ナハティガル大隊がクルスク方面での戦闘に参加していると報じられた。
2024年8月9日、連隊はリペツク飛行場を攻撃したと報告した。MiG-31とSu-35の航空機数機が損傷したほか、誘導爆弾が保管されていた倉庫も破壊された。
2024年9月20日、連隊は他のウクライナ軍部隊とともに、北朝鮮からの2000トンの弾薬を含む25000トンの弾薬を保管していたティホレツクの倉庫を破壊したと報告した。
2024年10月8日、連隊はカラチェフ近くのブリャンスク州にあるGRAUの第67兵器庫を攻撃したと報告した。
2024年11月14日、連隊はクラスノダール地方のクリムスク飛行場を攻撃したと報告した。攻撃の結果、いくつかの弾薬格納庫が攻撃を受けた。
2025年1月14日、連隊は他のウクライナ軍部隊とともに、サラトフ近郊のエンゲルス-2空軍基地のインフラを再攻撃したと報告した。クリスタルオイルデポの領土での損害の結果として、Tu-160戦略爆撃機用の航空燃料が入ったタンクが発火した。
1月24日、連隊は、ロシアの軍産複合体の企業にチップ部品を供給するブリャンスクのシリコンエルマイクロエレクトロニクス工場を攻撃したと報告した。

## 編成
- 第1無人航空機システム大隊
  - チャーリー航空偵察中隊[15]
- 第3無人航空システム大隊[16]
- 第3ナハティガル大隊[17]

## バッジ

2024年6月までのスリーブバッジ
2024年6月からのスリーブバッジ